# Margit Otto-Crépin
Margit Otto-Crépin, född 9 februari 1945 i Saarbrücken i Tyskland, död 19 april 2020 i Hamburg, var en fransk ryttare.
Hon tog OS-silver i den individuella dressyren i samband med de olympiska ridsporttävlingarna 1988 i Seoul.